# Каркемиш
Каркемыш (Каркемиш, Кархемыш, Кархемиш, Кархемис; др.-греч. Εὔρωπος, лат. Europus) — древнее государство, существовавшее в XIX — конце IX века до н. э. на территории Сирии и Восточной Анатолии.
Предполагается, что государство Каркемыш возникло в начале II-тыс. до н. э. Династия царей Каркемыша являлась одной из ветвей хеттской правящей династии. В период своего расцвета, территория Каркемыша охватывала не только Сирию, но и значительную часть Восточной Анатолии (современная Турция).
После распада великого хеттского государства один из правителей Каркемыша — Кузи-Тешуб — взял себе новый титул «великого царя» (который до этого носил лишь царь хеттов). Можно предположить, что этим поступком цари Каркемыша, первоначально бывшего одним из многих неохеттских царств в Северной Сирии, сообщали, что теперь они считают себя правопреемниками хеттов.
В начале 810-х годов до н. э. Каркемыш был разгромлен войсками Новоассирийского царства и прекратил своё существование как независимое государство. В мае 605 года до н. э. в битве при Каркемыше вавилоняне под руководством наследного принца Навуходоносора II наголову разбили египетские войска фараона Нехо II.
Каркемис упомянут в Библии:
«Халне не то же ли самое, что Каркемис» (Ис. 10:9)

## Правители
- Алпаханда I[англ.] (ум. 1764)
- Ятар-Ами[англ.] (1764—1763), сын и преемник Алпаханды I
- Яхдун-Лим[англ.] (1763 — после 1761), мл. сын Алпаханды I (?)

…
- Пияссили[англ.] Шарри-Кушух), сын хеттского царя Суппилулиумы I (ок. 1340)
- …-Шаррума[укр.], сын Пияссили
- Сахурунувас[венг.] (Шахурунува), сын Пияссили
- Ини-Тешшуб I, сын Сахурунуваса (уп. ок. 1230-х)
- Тальми-Тешшуб[венг.], сын Ини-Тешшуба I (уп. ок. 1200)
- Кузи-Тешшуб, сын Тальми-Тешшуба (уп. ок. 1170, называл себя «великим царём»))

…
- […]-па-цитис
- Ура-Тархунтас[укр.], сын […]-па-цитиса
- Тутхалияс (ок. 1100)

…
- Ини-Тешшуб II[венг.] (уп. ок. 1100 (царь Хатти, точное место в списке неясно))

…
- Сухис I[укр.]
- Астуватаманцас[укр.], сын Сухиса I
- Сухис II[укр.], сын Астуватаманцаса
- Катувас[нем.], сын Сухиса II (уп. ок. 900)
- Сангарас[укр.] (ок. 870—848)

…
- Астирувас[нем.] (ок. 840)
- Йаририс[нем.] (или Арарас), евнух (?) (ок. 815)
- Каманис[нем.], сын Астируваса (ок. 790)
- Астурис (?), сын Сатураса
- Писирис[нем.] (уп. ок. 730-х)